# Yves Crettenand
Pour les articles homonymes, voir Crettenand.
Yves Crettenand (né le 29 avril 1963 à Chamonix en France) est un joueur français de hockey sur glace.

## Carrière en club
Il commence sa carrière en 1983 sous les couleurs du club de Chamonix Hockey Club en nationale 1. Il joue deux saisons dans l'équipe avant de prendre la direction du Rouen Hockey Club. En 1985, il reçoit le trophée Albert-Hassler du meilleur joueur de la ligue élite française, exploit qu'il réalisera une nouvelle fois en 1989 alors qu'il évolue encore avec les Dragons. Il est le premier joueur des Dragons récompensé par un trophée de la ligue élite.
En 1989-90, il quitte les Dragons pour rejoindre les Diables rouges de Briançon pour une saison avant de passer au sein des Brûleurs de loups de Grenoble avec qui il gagne la Coupe Magnus dès 1991.
En 1995, il quitte l'élite et rejoint le club des Éléphants de Chambéry avec qui il termine sa carrière en 1999.

## Carrière internationale
Il représente l'équipe de France lors des championnats du monde 1990 et 1991. Il joue également les Jeux olympiques d'hiver de 1992 à Albertville en  France.